# Бунгооно
Бунгооно (яп. 豊後大野市 Бунгоо:но-си) — город в Японии, находящийся в префектуре Оита. Площадь города составляет 603,36 км², население — 37 464 человека (1 августа 2014), плотность населения — 62,09 чел./км².

## Географическое положение
Город расположен на острове Кюсю в префектуре Оита региона Кюсю. С ним граничат города Оита, Саики, Усуки, Такета и посёлки Такатихо, Хинокаге.

## Население
Население города составляет 37 464 человека (1 августа 2014), а плотность — 62,09 чел./км². Изменение численности населения с 1980 по 2005 годы:
| 1980 | 51 975 чел. |  |
| 1985 | 50 011 чел. |  |
| 1990 | 47 034 чел. |  |
| 1995 | 45 191 чел. |  |
| 2000 | 43 371 чел. |  |
| 2005 | 41 548 чел. |  |

## Символика
Деревом города считается Quercus acutissima.